# 内牧村 (奈良県)
内牧村（うちまきむら）は奈良県北東部、宇陀郡に属していた村。現在は宇陀市榛原の一部。

## 歴史
- 1889年（明治22年）4月1日 - 町村制の施行により、宇陀郡 檜牧村、荷阪村、自明村、高井村、八滝村、赤埴村、諸木野村、内牧村が合併し内牧村が成立。
- 1955年（昭和30年）4月1日 - 榛原町へ編入され、消滅。